# 機動戦士ガンダムF91 フォーミュラー戦記0122
『機動戦士ガンダムF91 フォーミュラー戦記0122』（きどうせんしガンダムエフきゅうじゅういち フォーミュラーせんきオーワントゥエンティーツー）は、アニメ作品群「ガンダムシリーズ」の一つで、1991年7月6日にバンダイから発売されたスーパーファミコン用のリアルタイムストラテジー（リアルタイムシミュレーションゲーム）。

## 概要
ガンダムシリーズで初めてスーパーファミコン用ソフトとして発売された作品である。アニメーション映画『機動戦士ガンダムF91』の外伝作品にあたり、登場人物なども一部を除いてオリジナルとなっている。また、アニメ本編と作品世界を共有する外伝作品がコンシューマーゲームを媒体として発表されたのもシリーズ中では本作が初めてである。
プラモデルを中心とした企画『機動戦士ガンダムF90』と連動しており、ガンダムF90が主役機として登場する。物語は、漫画『機動戦士ガンダムF90』と『ガンダムF91』の間の宇宙世紀0122年を舞台とし、敵の勢力が旧ジオン公国軍の残党であるオールズモビルといった点も漫画『ガンダムF90』から引き継いでおり、『ガンダムF90』の第二部といえる内容となっている。またガンダムF90の新たな装備としてガンダムF91の直接の前身となるVタイプが登場するなど、『ガンダムF91』の前史としての色合いが強い内容となっている。本作品のエンディングはクロスボーン・バンガードによるフロンティアIV急襲シーンで締めくくられているため、ダイレクトにガンダムF91本編と直結する内容となっている。
メカニックデザインは大河原邦男、キャラクターデザインは『機動戦士ガンダム0083 STARDUST MEMORY』や『機動戦士ガンダム 第08MS小隊』の川元利浩が担当している。テレビCMのナレーションには『機動戦士ガンダム』のシャア・アズナブル役で知られる池田秀一を起用しており、映像にはガンダムF90のアニメーション動画が用いられていた。
本作の発表にあわせて新たにガンダムF90の装備が設定され、漫画『ガンダムF90』では外見が旧ジオン公国軍のモビルスーツそのままであったオールズモビルのモビルスーツのデザインも新たに起こされている。なお、ガンダムF90ホバータイプおよびマリンタイプ、グランザムは本作に登場させるために設定された機体だが、製作の都合により実際には登場しない。また、本作の登場機体はゲーム『SDガンダム GGENERATION』シリーズなどでは『ガンダムF90』の登場機体として分類される場合が多い。
F91の「F」とは設定上「フォーミュラ計画」の略であるはずだが、ゲームのタイトルでは「フォーミュラー」となっている。これは『ガンダムF90』および『ガンダムF91』の制作当初は「フォーミュラ」か「フォーミュラー」か曖昧であったためである。なお、JIS（日本工業規格）のガイドラインではアルファベットをカタカナで表記する場合「3音以上の用語の場合は長音符号を省く」というルールが定められてる。
ゲームの発売に合わせて講談社の『ガンダムマガジン』と1991年の『コミックボンボン夏休み増刊号（作画：井上大助）』で漫画が掲載された。2019年に連載を開始した漫画『機動戦士ガンダムF90 ファステストフォーミュラ』でも、本作における戦いの一部が描かれている。
弱いのにオートで自爆特攻する味方、具体的な数値が無くわかりづらい戦闘などから、味方が自滅する前に早く敵を処理しなければならず、ゲームとしての評価は低い。

## ストーリー
宇宙世紀0122年。シャアの反乱（第二次ネオ・ジオン抗争）から30年近い歳月が流れていた。その間、各地で小さな内乱はあったものの、地球連邦政府の政策に人類全体は比較的平穏な暮しを営んでいた。
しかし、現存の政治体制を善しとせず、スペースノイドの独立を謳うテロ組織が大規模な活動を起こし始める。2年ほど前、当時最新鋭の試作実験用モビルスーツ・ガンダムF90（2号機）を奪取し連邦軍に追われ、火星で壊滅したと思われていたが、この1年の間に以前にも増して強大な装備を持って地球圏を脅かしているのである。旧ジオン公国軍の旧式モビルスーツの姿を模したリファインタイプを使用する彼らは「オールズモビル」と呼ばれていた。
地球連邦政府は反地球連邦組織討伐部隊を編成し、オールズモビルの一掃と同時に、この短期間に組織を再編成するだけの資金と技術を支援したスポンサーの調査と、その目的を調べるという任務を与える。
第13反地球連邦組織討伐部隊旗艦「エイブラム」はF90の移送とオールズモビル討伐という2つの任務を遂行するため、サイド4を出港する。
オールズモビルに技術と資金を援助していたスポンサーは「クロスボーン・バンガード」であり、自軍の存在をカモフラージュするのが目的であった。オールズモビルがエイブラム隊に壊滅させられた後半は、当初謎の軍隊と言われていたクロスボーン軍も姿を現するようになり、オールズモビル残党はクロスボーンの捨て石として扱われるようになる。討伐完了後、F91は頭部コンピューターの換装のためにフロンティアIへ搬入される。
なお、本作における設定は、宇宙世紀の年表に「第二次オールズモビル戦役」として反映されている。また、「ガンダムF90及びガンダムF91運用テストのため連邦軍巡洋艦エイブラムに搬入」「ガンダムF91頭部コンピュータ換装のためフロンティアIに搬入」というイベントについても、各種資料の年表に個別の出来事として記載されている。

## シナリオ
- ACT.01 始動 F90
- ACT.02 ラグランジュ・ポイント
- ACT.03 ケルンコロニー
- ACT.04 重力の底へ
- ACT.05 砂漠の嵐
- ACT.06 太平洋防衛戦

- ACT.07 雪山の中
- ACT.08 宇宙へ…
- ACT.09 シャルル艦隊 壊滅
- ACT.10 クロスボーン・バンガード
- ACT.11 嵐の始まり
- ACT.12 永遠の闇の中で

## ゲームシステム
まず、モビルスーツデッキでモビルスーツを選択（最初はF90AタイプとDタイプのみ）する所から始まり、モビルスーツを選ぶと自動的に出撃となり、敵味方が交互にマップ上を移動するウォー・シミュレーションゲーム風の画面に移行する。この画面で行える操作は敵や味方の状態確認と、自機の移動のみである。自機が敵のモビルスーツと接触すると戦闘画面へと移行する。一度に交戦する敵の数は1～4機からなる小隊で、これらを全て撃墜するとマップ上から一つ敵が消え、マップ上の敵を全て撃破すればステージクリアとなる。ゲームオーバー条件は自機の撃墜（敵の攻撃による大破）、自機の行動不能（燃料切れ）、母艦（エイブラムまたはガーウィッシュ）の撃沈、友軍の全滅の四種類（1ステージのみコロニーに空いた穴に吸い込まれることで、「行方不明」のゲームオーバーになるため正確には五種類）。
戦闘システムはシンプルで、画面右側にレーダーが表示されており、この中を赤い点（敵）が移動しているので、この敵をVゾーンと呼ばれる自機が攻撃可能な範囲に捉えれば攻撃可能となる。ボタン操作により移動・旋回を行い、早めにVゾーンに敵を捉えることもできる。ただし、もちろん敵も攻撃をしてくるので、Vゾーンに捉えたら攻撃は迅速に行わないと手痛いダメージを被ることになる。なお、敵の中には「隊長機」が存在し、隊長機を先に撃墜すると指揮能力が低下し、小隊各機の命中率、回避率を大幅に下げることができる。隊長機はレーダー上で一際大きな赤い点で表示されている。各武器には、有効射程が存在するため、適切なものを選択する事が必要となる。なお、使用できる武器はステージを進めることにより増えていく。ダメージにはぶれ幅があり、クリティカルヒットするとまれに一撃のバルカンで敵を倒すこともできる。
画面右側に表示されている緑/赤のゲージはそれぞれ自機の耐久力/燃料を表しており、いずれか一方でも0になると「撃墜」ないし「行動不能」となりゲームオーバーになる。耐久力はダメージを受けた際に減少し、燃料は移動や攻撃などを行う度に少しずつ減っていく。どちらのゲージも母艦に着艦するか、装備の換装を行う事で回復可能（換装を行わない場合、ダメージは完全には回復しない）。なお、敵機のダメージはレーダーに表示されるカラーで「白→黄→赤」の順番でダメージの大きさが表示されている。

## 登場人物

### 地球連邦軍の人物
宇宙世紀0110年代より散発的に発生しているオールズモビルのテロ行為とコロニー調査に対応するために編成された『反地球連邦組織掃討部隊』に所属するメンバーが中心となっている。主人公ベルフ・スクレットの所属する『第13艦隊所属エイブラム』は当初F90の輸送が任務であったが、戦績を買われオールズモビル掃討作戦の中心戦力となる。

#### 第13艦隊所属エイブラム
ベルフ・スクレット
本作の主人公。階級は少尉、19歳。エイブラムの所属のパイロットで、度重なるオールズモビルとの戦闘で乗機のジェガンを損傷させてしまい、戦闘を艦内で見守ることになるが、仲間の危機に何もできない自分に対する焦りと苛立ちから移送中のF90に半ば強引に乗り込み出撃する。もとは実戦経験も浅く平凡なパイロットだが、この戦闘において敵部隊を退ける事に成功する。この後、本隊と合流するまでの間、戦力不足を補うために暫定的にF90を任される事になり、実戦経験を積むうちにパイロットとして頭角を現していくようになる。
本隊と合流した後はF90を引き渡す予定であったが、戦闘データが良好であるため、正規パイロットとして引き続きF90に乗る事になり、以降も戦場を変えて第一線で戦う。特に、新たにVタイプの運用で得られたデータは、最新鋭機であるガンダムF91の開発に活かされ、その完成を早める事にもなっている。
のちにF91にも搭乗。頭部コンピュータの調整が不十分であり本来の性能を発揮させる事はできずに終わるが、多大な戦果を上げ、オールズモビル戦役終結に大きく貢献する。
なお、最終局面にて負傷するが、その後の退役、または復帰およびコスモ・バビロニア建国戦争への参加については不明である。
漫画『機動戦士ガンダムF90 ファステストフォーミュラ (F90FF)』では、ブラウンからかつて「ファステストフォーミュラ」と呼ばれたチームがいたことと、彼らが「大きな後見人の元で小さな戦争に加わった」という話を聞かされ、ガーウィッシュのメカニックであるフリオ・ガライ少尉からはF90 2号機が何度が補修困難なレベルで大破した記録があることを聞かされる。
アンナフェル・マーモセット
本作のヒロイン。エイブラムの所属のジェガンのパイロットで階級は准尉、19歳。ベルフとは恋仲であるが、F90のことを得意げに話すベルフに対して反発したりと、パイロットとしては対抗意識を持っているような一面もある。大気圏突入時の混戦で行方不明となり、戦死扱いとなる。
ゲーム内では「アンナフィル」となっているが、説明書などでは「アンナフェル」と表記されている。
アルベルト・エア
エイブラム所属のパイロットで階級は中尉、27歳。ベルフの兄貴分のような存在で、常に最前線で戦う勇敢なパイロットである。
エリナ・ビアック
エイブラム所属のパイロットで階級は少尉、22歳。女性であるが、一見男と見間違うほどの体格と性格をしている。
ワイブル・ガードナー
エイブラムの艦長で階級は中佐、57歳。冷静沈着な性格で、宇宙世紀0120年代当時の連邦軍においては数少ない有能な軍人である。戦いを最後まで生き残った。
漫画『機動戦士ガンダム クライマックスU.C. 紡がれし血統』では、コスモ・バビロニア建国戦争時にクロスボーン・バンガードに占拠されたフロンティア・サイドを奪回するため、第2艦隊司令官に就任。イルルヤンカシュ要塞の破壊に成功する。
ブラウン・ウッダー
エイブラムのチーフメカニックで階級は中尉、62歳。新たな武装が追加された時は彼に聞けば性能を教えてくれる。
『F90FF』では、ベルフに「ファステストフォーミュラ」と呼ばれたチームの話を聞かせる。また0093年のシャアの反乱時には、サラミス改級巡洋艦のハンガーで、ロンド・ベル隊を援護するために出撃するMSを送り出す様子が描かれる（当時の階級は軍曹、38歳）。
アリーナ・ベズロー
エイブラムのオペレーターで階級は軍曹、22歳。ベルフに様々な指令を送る。
スコット
エイブラム所属のジェガンのパイロット。オールズモビルのケザン隊の襲撃を受け、第1話の冒頭で撃墜される。階級、年齢共に不明。

#### オールズモビル掃討部隊
ワイルダー・カッツ
オールズモビル掃討部隊本隊所属のパイロットで階級は中尉、23歳。地上での作戦にてベルフ達と行動を共にする。本来はF90に搭乗する予定であったが、ベルフに正規パイロットの座を奪われることになる。F90を格納したシャトルを宇宙へ上げる際に敵機の襲撃を受け、護衛のためジェガンで出撃するもデナン・ゾン（ガンダムマガジン漫画版ではシャルル専用ゲルググ）に撃墜されて戦死する。
テルスト・グリーンウェル
オールズモビル掃討部隊本隊所属の士官で階級は大佐、52歳。予定以上のデータを出したベルフをF90の正規パイロットに任命する。
ゲーム中では「テルスト」のみであり、フルネームと年齢は『ファステストフォーミュラ』で明らかにされた。
レイラ・ビアス
ガーウィッシュの女性艦長で階級は大佐、43歳。地上での作戦にて指揮をとる。

### オールズモビルの人物
火星へ逃れた旧ジオン公国軍の残党が結成した組織。漫画『機動戦士ガンダムF90』では「オールズモビル」は連邦軍側の俗称であり、本来は「火星独立ジオン軍」であるとされるが、本作のゲーム中では残党メンバー自身も「オールズモビル」を自称している。漫画『F90』で描かれたF90奪還作戦にともなう一連の軍事行動で壊滅するが、生き残った残党がクロスボーン・バンガードの援助を受けて地球圏で活動をおこなう。オールズモビルの大規模な軍事行動の目的は月面のマスドライバー基地を利用した地球への直接攻撃であるが、その実態はクロスボーンのフロンティアサイド侵攻の陽動として利用されているだけである。連邦軍との交戦でじょじょに規模を減らしてゆき、月面付近の戦闘で主要メンバーを失い壊滅する。
シャルル・ロウチェスター
オールズモビルの士官で階級は少佐、25歳。宇宙世紀0090年代後期の生まれでありながら、ジオン軍人の誇りを受け継いでおり、オールズモビルの中核となるシャルル艦隊の指揮官。また、パイロットとしての技量も高く、カスタムタイプのゲルググを操り幾度となくベルフと激戦を繰り広げる。
シャルル艦隊壊滅後は残存兵力を集結し、シャルル空撃隊としてクロスボーン・バンガードの指揮下に入り、クロスボーンに利用されている事に気づきながらも最後まで戦い抜く。
漫画『機動戦士ガンダムF90 ファステストフォーミュラ』では、本作での戦いのほかに0112年における姿も描かれた。作中では「シャルル軍曹」と呼ばれるのみだが、『ガンダムエース』掲載記事で同一人物であることが明確にされた。当時はオールズモビルではないジオン軍残党内で「新入り」と呼ばれ、リゲルグに搭乗してサイド6の廃棄コロニー群で僚機とともに資材をあさるが、突如現れたランデッガー重工のMSティグリス2機の襲撃に遭い、恐れおののくも僚機の爆発で吹き飛ばされたため1機のみ逃走に成功する。0116年には、連邦軍フォン・ブラウン教導団に中尉として所属している（当時19歳）。
ケザン
オールズモビルのMS隊指揮官で、階級は中尉。エイブラムに攻撃を仕掛けるが、乗機を撃墜される。第1話に登場。
ケルン逃亡部隊隊長
ケルンコロニーに逃げ込んだMS隊の隊長で名前は不明、階級は大尉。コロニーに穴を開ける暴挙に出るが、鎮圧されて捕虜となる。第3話に登場。
『ファステストフォーミュラ』にも登場するが名前は不明。左腕をギラ・ドーガのものに交換し、リック・ドムのビーム・バズーカとMMP-80マシンガンを携行するRFドムに搭乗するが、F90Dタイプとの交戦で行動不能にされる。捕虜となったあと、尋問ではシャルル直属ではない「はぐれ者部隊」を自称しており、「ファステストフォーミュラ」の名を口にしたため情報局のヘルプ・ヘイデンに身柄を預けられる。
ガドス・マグア
地上部隊指揮官で階級は大佐、43歳。スキンヘッドで右目に傷がある。第5話に登場。
名前・階級・年齢は『ファステストフォーミュラ』で明らかにされた。ダブデ級陸戦艇「ベムブル」に座乗するが、F90Hタイプに至近距離からブリッジに直撃を受け戦死。最期まで拳銃で抵抗を続けている。

### クロスボーン・バンガードの人物
『機動戦士ガンダムF91』に登場する組織。フロンティアサイド侵攻の陽動としてオールズモビルの残党を陰から操り、月面近郊で活動する。第10話に登場。
鉄仮面（カロッゾ・ロナ）
クロスボーン・バンガードの最高司令官。
シャトレイ
クロスボーン・バンガードの士官。階級は不明。オールズモビルを影から操っていた張本人である。第12話に登場。
デハーヨ
クロスボーン・バンガード大佐。月のマスドライバー基地を占拠し、連邦軍を攻撃しようと目論む。第11話に登場。
ウェスバー
『ガンダムマガジン』掲載の漫画版に登場。エイブラム所属のパイロットで階級は大尉、年齢不詳。実はクロスボーン・バンガードのスパイであり、F90の予備機を強奪しようとしてベルフのF90Vタイプと交戦し、撃墜され戦死する。

## 登場兵器

### 地球連邦軍の兵器
F90A ガンダムF90 アサルトタイプ
ACT.01から使用可能なF90のバリエーションの一つ。通称Aタイプ。
機動力に優れた長距離侵攻用武装タイプで、最終的な武装は頭部バルカン砲、ビームライフル、ビームサーベル、機動ユニット内蔵機銃のショルダーガンとビーム砲ショルダーキャノン、ビームバズーカの6つ。
F90D ガンダムF90 デストロイドタイプ
ACT.01から使用可能なF90のバリエーションの一つ。通称Dタイプ。
大火力重武装の接近戦仕様で、最終的な武装は頭部バルカン砲、ビームライフル、ビームサーベル、クラッカー、腰部マシンガン、肩部グレネードランチャー、腕部ロケットポッドの7つと全機体中一番多い。
移動速度の遅さが欠点であり、1マス分移動できる自機の他3種に対し、友軍敵軍と同等の0.5マスしか移動できない。また、ビーム系射撃武器がビームライフルのみなので、クロスボーンバンガードのビームシールド装備MSとはやや相性が悪い。それ以外の武装が実弾系であるため攻撃による燃料の消費は抑えられるが、残弾の数に気を配る必要もある。
F90H ガンダムF90 ホバータイプ
ゲーム未登場、ガンダムマガジン漫画版で1コマのみ登場するF90のバリエーションの一つ。通称Hタイプ。
地上での戦闘が激しかったことのみしか語られていない。
F90P ガンダムF90 大気圏突入仕様
ACT.04クリア後に登場するF90のバリエーションの一つ。通称Pタイプ。
舞台が宇宙から地球に移るイベントシーンに登場するのみで、戦闘には使用しない。
F90V ガンダムF90 ヴェスバー試験型
ACT.06から使用可能になるF90のバリエーションの一つ。通称Vタイプ。
新型火器「ヴェスバー」の試験用の武装で、最終的な武装は頭部バルカン砲、ビームライフル、ビームサーベル、腕部マシンガン、試験型ヴェスバーの5つと全機体中最も少ない。試験的にビームシールドも搭載している。
F91 ガンダムF91
ACT.09から使用可能になる最後のガンダム。
F90の戦闘データを元に作られた機体で、最初からガンダムF90が標準装備していた頭部バルカン砲、ビームライフル、ビームサーベルに加え、胸部マシンガン、ヴェスバー、ビームバズーカの6つの武装が使え、ビームシールドも標準装備。武装スペックは8話までにプレイヤーが成長させたF90の各タイプのデータが反映される。サイド4サナリィで本格的な調整が行われていない未完成機なので、バイオコンピュータは稼動しておらず、機体性能を100%出し切れていない。最終決戦後に初めてこの機体が未完成である事を知らされたベルフは、「これで本当に完成したら一体どんなバケモノになっちまうんだ」と驚愕している。
RGM-89J ジェガン
ACT.01より友軍機として登場。
地球連邦軍の汎用量産型モビルスーツ。『機動戦士ガンダムF91』に登場するものと同じ機体で、第二次ネオ・ジオン抗争で使用されていたジェガンの性能向上バージョンであるが、30年以上前に開発された旧式機。
RGM-109 ヘビーガン
本隊合流後のACT.04より友軍機として登場。
ジェガンと同じく地球連邦軍の汎用量産型モビルスーツ。ジェガンをベースに小型化が進められた量産機で、小型化によりジェガンより若干機動性と運用性は向上しているが、ビームシールドを標準装備しているクロスボーンの量産機と比べると性能差は否めない。さらに高性能な小型モビルスーツがロールアウトするためのつなぎ役のような役割。
F71 Gキャノン
ACT.07より友軍機として登場。
ヘビーガンと同時期に開発された支援用の小型モビルスーツ。ジェガンやヘビーガンに比べれば若干高性能だが、ゲーム中での戦闘能力、耐久力はそれほど大きな差はない。
エイブラム
ACT.01-04、09-12の母艦として登場するラー・カイラム級宇宙戦艦（ガンダムマガジン漫画版ではクラップ級巡洋艦）。
ガーウィッシュ
ACT.05-08の母艦として登場するガルダ級超大型空中輸送機。

### オールズモビルの兵器
スペックは攻略本掲載のものであり資料によっては他のメディアミックスでの設定とは異なっている場合もある。
ゲーム中での名称と型式番号はシャルル専用機などを除いたジオン系統はすべて旧式のもの（例：MS-06 ザク）で統一されている。
OMS-06RF RFザク
オールズモビルの汎用量産型モビルスーツ。外見は旧ジオン軍のザクIIだが、性能そのものは当時のザクとは比べ物にならないほど向上している。形式番号はMS-06RFとも。
頭頂高:18.0m、本体重量:24.6t、全備重量:45.8t、ジェネレータ出力:2750kW、スラスター推力:62550kg
武装:マシンガン、ビームホーク、ランチャー、クラッカー
OMS-06RF RFザク（指揮官用）
RFザクの指揮官タイプ。量産型とはスペックや武装が異なる。
ゲーム『SDガンダム GGENERATION』シリーズ登場時に設定された仕様であり、本作ゲーム中には登場しない。
OMS-07RF RFグフ
オールズモビルの陸戦用量産型モビルスーツ。内部ユニットはRFザクと共用。ヒートロッドの有効攻撃距離はかつてのグフの2倍。形式番号はMS-07RFとも。
頭頂高:18.7m、本体重量:26.3t、全備重量:48.0t、ジェネレータ出力:2750kW、スラスター推力:64800kg
武装:マシンガン、ヒートロッド、ビームサーベル、ランチャー
OMS-09RF RFドム
オールズモビルの汎用量産型モビルスーツ。外見は旧ジオン軍のドムだが、性能そのものは当時のドムとは比べ物にならないほど向上している。序盤では隊長機として主に登場し、後半ではザクなどに代わる雑魚として登場する。形式番号はMS-09RF とも。
頭頂高:18.6m、本体重量:30.9t、全備重量:52.1t、ジェネレータ出力:3230kW,スラスター推力:69000kg
武装:ビームライフル、ランチャー、ビームサーベル、ビームシャワー
OMS-09DRF RFデザート・ドム
RFドムに防砂用シーリング等を施し砂漠戦仕様としたもの。武装にビームバズーカが追加されている。
RFドムとは細部のデザインが異なるが、ゲーム中のグラフィックはRFドムの色変えで済まされている。
頭頂高:19.0m、本体重量:31.7t、全備重量:53.3t、ジェネレータ出力:3450kW、スラスター推力:67800kg
武装:ビームライフル、ランチャー、ビームサーベル、ビームシャワー
OMS-09SRF RFスノー・ドム
RFデザート=ドムの寒冷地仕様。武装はRFドムと共通。
OMS-14RF RFゲルググ
オールズモビルの汎用量産型モビルスーツで、オールズモビルの量産機としては最強の性能を誇る。内部フレームはRFドムと共用。強敵として序盤から登場するが、終盤は登場しない。形式番号はMS-16RFとも。
RFアカゲルググ共々ゲーム中ではシャルル艦隊との遭遇時のみ登場する。
頭頂高:19.6m、本体重量:28.2t、全備重量:49.5t、ジェネレータ出力:3230kW、スラスター推力:84100kg
武装:ビームライフル、ビームナギナタ、ランチャー、ミサイル
OMS-14RF RFゲルググ（指揮官用）
RFゲルググの指揮官タイプ。単ブレードアンテナが追加されている。
ゲーム『SDガンダム GGENERATION』シリーズ登場時に設定された仕様であり、本作ゲーム中には登場しない。
OMS-14RF RFアカゲルググ
エースパイロット用にチューンナップされた、RFゲルググの上級士官タイプ。単にアカゲルググとも呼ばれる。塗装パターンがレッドになっており、性能も向上しているが、武装は量産型と同じである。戦力はRFザクの2倍。
OMS-14SRF シャルル専用ゲルググ
シャルル・ロウチェスター専用にカスタマイズされたゲルググで、本作のラスボス的存在。ゲルググでありながら、両肩にビームシールドを搭載している。RFゲルググをベースにクロスボーン・バンガードの技術で改造された機体。シルエットは各部こそ違うがゲルググを全体的に太くさせたような形状をしており、機体色は赤と白のツートンカラーを施されている。ビームライフルで撃墜すると固定の撃墜シーンが見られる（ガンダムF90アサルトタイプのショルダーキャノンでも見られる）。なお、ゲーム中では文字表示数の関係で「S・ゲルググ」となっている。形式番号はMS-14RFSとも。
OMSM-07RF RFズゴック
オールズモビルの水陸両用量産型モビルスーツ。設定上は水中での性能は恐るべきものだが、ゲームにおいては水中でもガンダムの性能は全く損なわれることが無いため、水中でもさほど脅威にはならない。形式番号はMSM-07RFとも。
頭頂高:18.4m、本体重量:38.6t、全備重量:57.9t、ジェネレータ出力:2830kW、スラスター推力:67900kg
武装:ヒートクロウ、ビーム、ミサイル、ビームシャワー
OMAX-01 グランザム
ゲーム未登場のオールズモビル地上部隊陸戦用MA。ビグ・ザムを元に陸戦用に開発された機体。MAというよりは移動要塞である。未登場になった経緯はシナリオの都合とのこと。
頭頂高:42.7m、本体重量:105t、全備重量:176.9t、ジェネレータ出力:22600kW、スラスター推力:不明
武装:対艦メガ粒子砲、メガ粒子砲、対空ミサイル、対空機銃、ビーム偏向バリア

### クロスボーン・バンガードの兵器
XM-01 デナン・ゾン
クロスボーン・バンガードの汎用量産型モビルスーツ。終盤から大量に登場する。装備しているビームシールドは一定の確率でこちらの実体弾による攻撃のダメージを無効にする。劇中では「丸メガネのやつ」と呼ばれたこともある。
XM-04 ベルガ・ダラス
クロスボーン・バンガードの汎用量産型モビルスーツ。主に隊長機や上級指揮官に配備される機体だが、劇中では雑魚として大量に登場する。ゲーム中では耐久力が非常に高いのが特徴。『F91』では単なる機動スラスターだった「シェルフ・ノズル」がバラバラに分離して敵に向かって飛んでいく武器となっている。こちらもデナン・ゾンと同じく実体弾攻撃を無効にするビームシールドを装備。
イルルヤンカシュ宇宙要塞
ガンダムマガジン漫画版に登場。映画『スター・ウォーズ』のデス・スターに酷似した球形の宇宙要塞だが、クロスボーン・バンガードの蜂起前であるため、稼動していないようである。のちの漫画『機動戦士ガンダム クライマックスU.C. 紡がれし血統』で再登場し、名称はそのときに付けられた。

## 書籍
- 漫画『機動戦士ガンダムF91 フォーミュラ戦記0122』（岩村俊哉著、ガンダムマガジン（講談社） 2006年 ガンダムマガジン名作集に収録） ISBN 978-4063721799
- 漫画『機動戦士ガンダムF91 フォーミュラー戦記0122』（井上大助著、コミックボンボン増刊号（講談社）、未単行本化）
- 『データコレクション8 機動戦士ガンダムF91』メディアワークス、1998年12月15日。ISBN 978-4073101505。
- 『週刊 ガンダム・モビルスーツ・バイブル 第24号 (F91 ガンダムF91)』デアゴスティーニ・ジャパン、2019年8月20日。